# Anathallis simpliciglossa
Anathallis simpliciglossa är en orkidéart som först beskrevs av Johan Albert o Constantin Loefgren, och fick sitt nu gällande namn av Alec M. Pridgeon och Mark W. Chase. Anathallis simpliciglossa ingår i släktet Anathallis och familjen orkidéer. Inga underarter finns listade i Catalogue of Life.